# Boloria nigra
Boloria nigra är en fjärilsart som beskrevs av Aigner-abafi 1906. Boloria nigra ingår i släktet Boloria och familjen praktfjärilar. Inga underarter finns listade i Catalogue of Life.